# デュプリン郡 (ノースカロライナ州)
デュプリン郡（デュプリンぐん、英: Duplin County、 [ˈduːplɪn]）は、アメリカ合衆国ノースカロライナ州の南部に位置する郡である。2010年国勢調査での人口は58,505人であり、2000年の49,063人から19.2%増加した。郡庁所在地はケナンズビル町（人口855人）であり、同郡で人口最大の町はウェイン郡に跨るマウントオリーブ町（人口4,589人）である。

## 歴史
デュプリン郡は1750年にニューハノバー郡から分離して設立された。郡名は、デュプリン子爵、後の第9代キノール伯爵トマス・ヘイに因んで名付けられた。
1784年、郡西部がサンプソン郡となった。
郡出身者の中に郵便局長かつ商人だったジョン・ミラーがいた。ミラーはフロリダ州レオン郡に移住し、他のノースカロライナ出身の者達と共に1830年代から1840年代にミコースキー・プランテーションと呼ぶ綿花プランテーションを設立して成功した。

## 産業
デュプリン郡は食用家畜を飼育するのが重要な産業になっている。1988年には220万頭を飼育し、国内最大となった。この数字は大半の州の飼育数よりも多い。鶏と七面鳥の飼育も大きな産業である。

## 郡政府
デュプリン郡は地域の東部カロライナ自治体委員会のメンバーである。

## 地理
アメリカ合衆国国勢調査局に拠れば、郡域全面積は819平方マイル (2,121.2 km2)であり、このうち陸地818平方マイル (2,118.6 km2)、水域は1平方マイル (2.6 km2)で水域率は0.17%である。

## 郡区

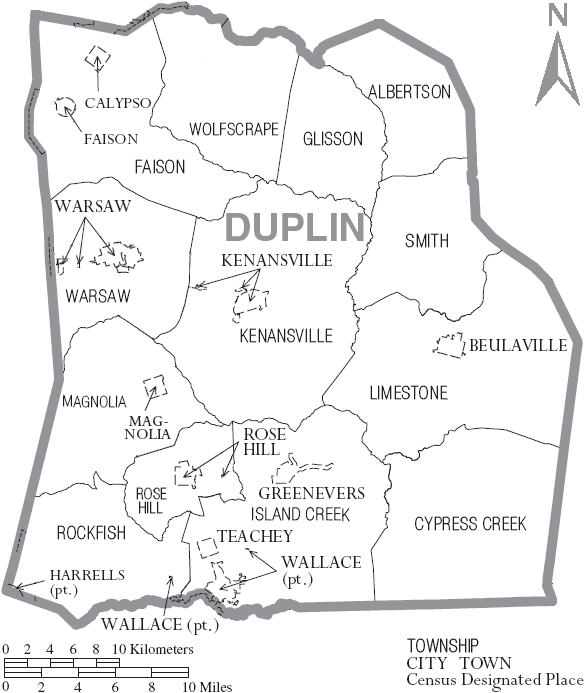
デュプリン郡の自治体と郡区

デュプリン郡は14の郡区に分割されている。アルバートソン、サイプレスクリーク、フェイソン、グリッソン、アイランドクリーク、ケナンズビル、ライムストーン、マグノリア、ロックフィッシュ、ローズヒル、スミス、ウォレス、ウォーソー、ウルフスクレイプの各郡区である。

### 交通
下記公共用途空港が郡内にある。
- デュプリン郡空港 (DPL) - ケナンズビル
- イーグルスネスト空港 (6N9) - ポッターズヒル

### 隣接する郡
- ウェイン郡 - 北
- レノア郡 - 北東
- ジョーンズ郡 - 東
- オンスロー郡 - 南東
- ペンダー郡 - 南
- サンプソン郡 - 西

## 人口動態
以下は2000年の国勢調査による人口統計データである。
| 基礎データ - 人口: 49,063人 - 世帯数: 18,267 世帯 - 家族数: 13,060 家族 - 人口密度: 23人/km2（60人/mi2） - 住居数: 20,520軒 - 住居密度: 10軒/km2（25軒/mi2） 人種別人口構成 - 白人: 58.67% - アフリカン・アメリカン: 28.94% - ネイティブ・アメリカン: 0.23% - アジア人: 0.15% - 太平洋諸島系: 0.07% - その他の人種: 10.87% - 混血: 1.06% - ヒスパニック・ラテン系: 15.14% | 年齢別人口構成 - 18歳未満: 26.1% - 18-24歳: 9.6% - 25-44歳: 29.3% - 45-64歳: 22.1% - 65歳以上: 12.9% - 年齢の中央値: 35歳 - 性比（女性100人あたり男性の人口） - 総人口: 98.3 - 18歳以上: 95.6 世帯と家族（対世帯数） - 18歳未満の子供がいる: 33.2% - 結婚・同居している夫婦: 52.2% - 未婚・離婚・死別女性が世帯主: 14.2% - 非家族世帯: 28.5% - 単身世帯: 24.5% - 65歳以上の老人1人暮らし: 11.1% - 平均構成人数 - 世帯: 2.63人 - 家族: 3.10人 | 収入と家計 - 収入の中央値 - 世帯: 29,890米ドル - 家族: 34,760米ドル - 性別 - 男性: 26,212米ドル - 女性: 20,063米ドル - 人口1人あたり収入: 14,499米ドル - 貧困線以下 - 対人口: 19.4% - 対家族数: 15.3% - 18歳未満: 22.5% - 65歳以上: 22.7% |

## 町
| - ビューラビル - カリプソ - フェイソン‡ - グリーネバーズ | - ハレルズ‡ - ケナンズビル - 郡庁所在地 - マグノリア - マウントオリーブ‡ | - ローズヒル - ティーチー - ウォレス‡ - ウォーソー |

‡ 隣接郡にも入っている

### 未編入の町
- チンカピン
- ファウンテンタウン
- マーフィ
- ペイズリー

### 国勢調査指定地域
- ポッターズヒル